# Heliogomphus gracilis
Heliogomphus gracilis är en trollsländeart som först beskrevs av Krüger 1899.  Heliogomphus gracilis ingår i släktet Heliogomphus och familjen flodtrollsländor. Inga underarter finns listade i Catalogue of Life.